# David Späth
David Späth (['deɪvɪt], * 29. April 2002 in Kaiserslautern) ist ein deutscher Handballspieler. Der Torwart spielt für die Rhein-Neckar Löwen in der Handball-Bundesliga und ist A-Nationalspieler.

## Karriere
Späth begann seine Handballkarriere im Alter von sechs Jahren zusammen mit seinem älteren Bruder Mike in seiner Geburtsstadt bei der TSG Kaiserslautern – zunächst im Rückraum. Im Jahre 2010 wechselte er zum TV 03 Ramstein, bei dem er bis 2012 spielte und auf die Torhüterposition wechselte, ehe er zum TuS 04 Kaiserslautern-Dansenberg ging. Er schloss sich 2018 dem Bundesligisten Rhein-Neckar Löwen an und wurde mit dessen A-Jugend 2019 Deutscher Vizemeister. Wegen des verletzungsbedingten Ausfalls von Stammtorhüter Mikael Appelgren kam er in seiner ersten Bundesliga-Saison 2020/21 auf 26 Einsätze und ein Feldtor. Für seine Leistungen bekam er viel Lob und linderte das Torwart-Problem bei den Löwen. International gab er sein Debüt in der EHF European League 2020/21, in der er mit dem Team am Ende den 3. Platz belegte.
Ende März 2021 unterschrieb Späth seinen ersten Profi-Vertrag bei den Löwen, welcher Anfang November 2021 nochmal bis 2024 verlängert wurde. Kurz danach, im Drittliga-Spiel in Zweibrücken am 14. November 2021, kollidierte Späth bei einer Parade unglücklich mit dem Torpfosten und zog sich dabei einen Kreuzbandriss zu. Die Rückkehr nach dieser Verletzung erfolgte knapp ein Jahr später am 6. November 2022 beim Bundesligaspiel gegen den HSV Hamburg. In dieser Saison 2022/23 traten die Löwen mit drei Torhütern (Appelgren, Birlehm, Späth) an, so dass Späth zunächst relativ wenig Einsatzzeit erhielt. In den aber immerhin über sechs Stunden Einsatzzeit erreichte er mit einer Durchschnittsquote von 36,13 % den zweitbesten Wert der Saison hinter Niklas Landin. Mit den Rhein-Neckar Löwen gewann er 2023 den DHB-Pokal. Späth hielt im Finale gegen den SC Magdeburg drei Siebenmeter und weitere wichtige Würfe – vor allem in der ersten Halbzeit der Verlängerung. Sein Vertrag bei den Löwen wurde zu Beginn der Saison 2023/24 erneut vorzeitig verlängert bis 2027. Beim Auswärtsspiel gegen die SG BBM Bietigheim in der Saison 2024/25 parierte er 21 Würfe und erzielte bei einer Fangquote von 46,7 % den optimalen HPI-Wert 100 („Handball Performance Index“).

## Nationalmannschaft

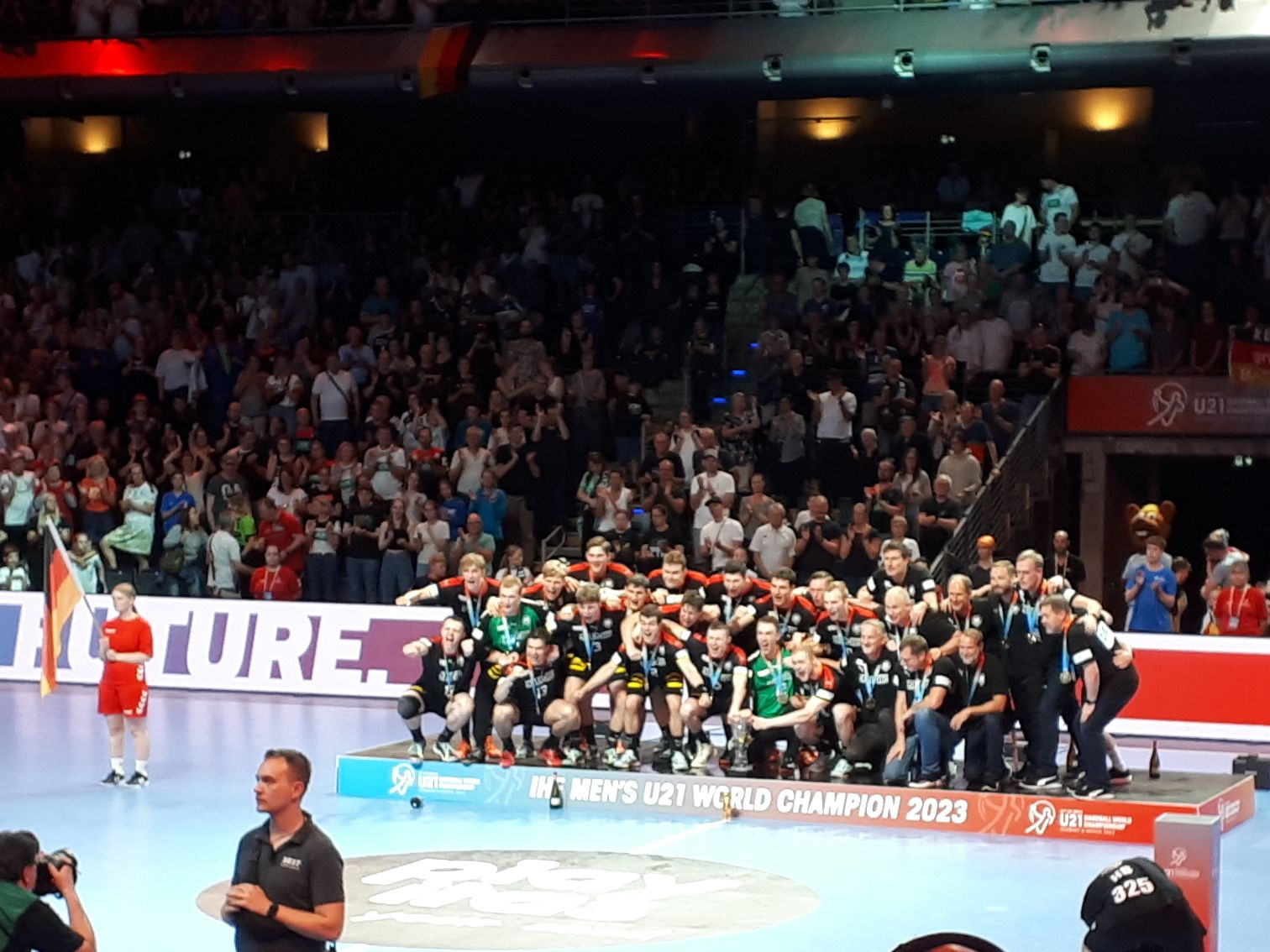
U21-Weltmeister 2023

Nach den ersten Sichtungen des Jahrgangs 2002/2003 wurde David Späth in den ersten Saisons noch nicht berücksichtigt, weil er zu klein war. Nachdem im Jahr 2020 aufgrund der Corona-Pandemie keine Länderspiele stattfanden, debütierte Späth am 30. Juli 2021 in der deutschen U19-Nationalmannschaft beim Merzig-Cup. Wenige Wochen später gewann er mit dieser Mannschaft die Goldmedaille bei der U-19-Europameisterschaft 2021. Er wurde bei diesem Turnier in das All-Star-Team gewählt. Mit der Juniorennationalmannschaft wurde er bei der U-21-Weltmeisterschaft 2023 in Deutschland und Griechenland Weltmeister. Im Finale gegen Ungarn leistete er mit einer Quote von 42 % gehaltener Bälle einen wichtigen Beitrag zum Titelgewinn. Zudem wurde er als bester Torhüter ins All-Star-Team gewählt.
Für die Vorbereitung auf die U21- und A-Männer-Länderspiele gegen Dänemark durfte David Späth vom 5. bis 7. März 2023 erstmals an einem Lehrgang der Männer-Nationalmannschaft teilnehmen. Am 3. November 2023 debütierte er in der A-Nationalmannschaft beim Spiel gegen Ägypten in Neu-Ulm (31:31). Im Dezember 2023 wurde er von Bundestrainer Alfred Gislason neben Andreas Wolff als zweiter Torwart in den Kader für die Europameisterschaft 2024 in Deutschland berufen, welche Späth mit dem Team auf dem vierten Platz beendete. Bei den Olympischen Spielen 2024 in Paris gewann er mit der deutschen Nationalmannschaft die Silbermedaille. Im hart umkämpften Viertelfinale gegen den Mitfavoriten Frankreich hatte er mit seinen Paraden am Spielende einen entscheidenden Anteil am Halbfinaleinzug. Dafür wurden er und sein Team am 4. November 2024 vom Bundespräsidenten Frank-Walter Steinmeier mit dem Silbernen Lorbeerblatt ausgezeichnet. Bei der Weltmeisterschaft 2025 scheiterte die DHB-Auswahl im Viertelfinale und beendete das Turnier auf Rang 6.

## Sonstiges
Späths Cousine Stefanie Giesinger ist ein bekanntes Model und eine Schauspielerin. Sie gewann 2014 die neunte Staffel der Castingshow Germany’s Next Topmodel. Seine Freundin Katja Hinzmann spielt ebenfalls Handball in der 2. Frauen-Bundesliga bei der TSG Ketsch.

## Erfolge
- 2019: Deutscher Vizemeister mit der A-Jugend der Rhein-Neckar Löwen
- 2021: U-19-Europameister mit der Jugendnationalmannschaft
- 2021: All-Star-Team der U19-Europameisterschaft
- 2023: DHB-Pokal-Sieger mit den Rhein-Neckar Löwen
- 2023: U-21-Weltmeister mit der Juniorennationalmannschaft
- 2023: All-Star-Team der U21-Weltmeisterschaft
- 2024: Silbermedaille bei den Olympischen Spielen mit der deutschen Nationalmannschaft

## Saisonbilanzen
| Saison  | Verein             | Spielklasse | Spiele | Tore | Paraden | Quote1 |
| ------- | ------------------ | ----------- | ------ | ---- | ------- | ------ |
| 2020/21 | Rhein-Neckar Löwen | Bundesliga  | 26     | 1    | 071     | 31,28  |
| 2021/22 | Rhein-Neckar Löwen | Bundesliga  | 09     | 0    | 012     | 24,00  |
| 2022/23 | Rhein-Neckar Löwen | Bundesliga  | 25     | 4    | 112     | 36,13  |
| 2023/24 | Rhein-Neckar Löwen | Bundesliga  | 29     | 2    | 177     | 29,90  |
| 2024/25 | Rhein-Neckar Löwen | Bundesliga  | 34     | 3    | 271     | 29,36  |
| ab 2020 | gesamt             | Bundesliga  | 123    | 10   | 643     | 30,13  |

1 Quote gehaltener Bälle in Prozent, Gesamtwert ist der Durchschnitt aller Werte

Quelle: Statistiken bei der Handball-Bundesliga